# Anne Anderson
Anne Anderson (1874-1930) fue una prolífica ilustradora escocesa.

## Biografía
Anne Anderson fue principalmente conocida por su arte modernista y sus ilustraciones de libros para niños, aunque también por su pintado, grabado y diseño de tarjetas de felicitación. Su estilo estuvo influenciado por sus contemporáneos, Charles Robinson, Mabel Lucie Attwell y Jessie Marion King y fue similar al de su marido, Alan Wright. 
Anderson pasó su infancia en Argentina. Sus ilustraciones de libros empezaron a aparecer al final del Período eduardiano. Se casó con el artista Alan Wright en junio de 1912 en la iglesia parroquial de Burghfield Common en Berkshire, donde posteriormente se asentarían. Sus ilustraciones se pueden encontrar en los libros para niños y anuales como Blackie y Cassell; también se usan todavía con frecuencia en las postales.